# Валентино
Валентино (итал. Valentino) је италијанска кућа високе моде, коју је 1960. године основао Валентино Гаравани. Од априла 2024. године, креативни директор је Алесандро Микеле. Седиште предузећа је у Милану, док су креативни одсек и Фондација Валентино базирани у Риму, у палати Габријели-Мињанели. Линија козметике, Valentino Beauty, je у власништву групе L’Oreal.